# Thlaspi kurdicum
Thlaspi kurdicum är en korsblommig växtart som beskrevs av Ian Charleson Hedge. Thlaspi kurdicum ingår i släktet skärvfrön, och familjen korsblommiga växter. Inga underarter finns listade i Catalogue of Life.

## Bildgalleri

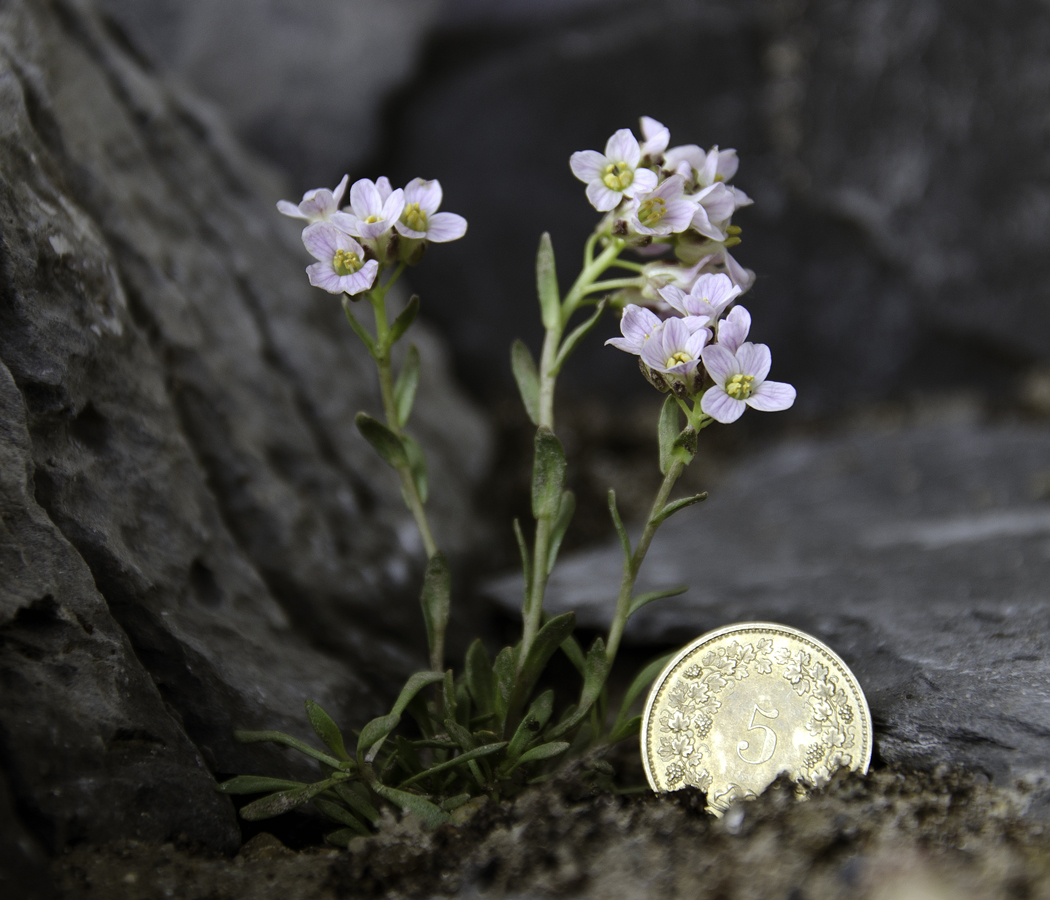